# Android NDK
L'Android Native Development Kit (NDK) è un insieme di strumenti che consente la cross-compilazione per la compilazione di codice scritto in C/C++ che può essere compilato in codice nativo ARM o x86 (incluse le relative varianti a 64 bit) per Android. L'NDK utilizza il compilatore Clang per la compilazione del codice C/C++. Fino alla versione r17 dell'NDK era incluso anche il compilatore GCC, che è stato successivamente rimosso a partire dalla versione r18 del 2018.

## Panoramica
Le librerie native possono essere chiamate dal codice Java in esecuzione su Android Runtime utilizzando System.loadLibrary, facente parte delle classi Java standard di Android.
Gli strumenti da riga di comando possono essere compilati con l'NDK e installati tramite adb.
Android utilizza Bionic come libreria C e LLVM libc++ come libreria standard C++. L'NDK include inoltre svariate API: compressione zlib, grafica OpenGL ES o Vulkan, audio OpenSL ES e diverse API specifiche di Android per funzionalità come il logging, l'accesso alle telecamere o l'accelerazione delle reti neurali.
L'NDK offre il supporto per CMake e per il proprio sistema ndk-build (basato su GNU Make). Android Studio consente l'esecuzione di entrambi tramite Gradle. Strumenti di terze parti permettono di integrare l'NDK in Eclipse e Visual Studio.
Per il profiling della CPU, l'NDK include anche simpleperf, uno strumento simile a perf di Linux, ma con un supporto migliore per Android e specificamente per stack misti Java/C++.